# Juan Borgia
Juan (Giovanni) Borgia, také Juan de Borja y Cattanei (asi 1476, pravděpodobně Řím – 14. června 1497, Řím) byl syn papeže Alexandra VI. Tento muž z rodu Borgiů, původně pocházejícího ze Španělska, měl titul 2. vévody z Gandie a byl italským kondotiérem.

## Život
Jeho sestrou byla Lucrezia Borgia, měl ještě dva bratry, Cesara a Gioffreho. Jejich matkou byla papežova milenka Vannozza dei Cattanei. Pravděpodobně měli ještě několik dalších nevlastních sourozenců, které papež zplodil s jinými ženami.
Juan se oženil s Marií Enriquez de Luna z královského rodu Trastámarů, neteří krále Ferdinanda II. Aragonského a Isabely Kastilské. Juan a Maria se stali rodiči dvojčat Juana de Borja y Enriquez a Franciscy de Jesus Borja, která byla později jeptiškou v klášteře ve Valladolidu.
V červnu 1497 byl Juan Borgia zhruba ve věku 21 let v Římě zavražděn. Jeho tělo bylo nalezeno v řece Tibeře s podříznutým hrdlem, zasaženo devíti bodnými ranami. Vrah zůstal neznámý. Juan se tak nedožil narození svého třetího dítěte jménem Isabel de Borja y Enriquez, která se posléze stala abatyší kláštera Santa Clara ve španělské Gandii.
Jeho syn Juan, který se stal rovněž vévodou z Gandie, se posléze oženil s Juanou, dcerou arcibiskupa Zaragozy a Valencie Alonsa de Aragón. Třináct let po zavraždění Juana Borgii st. se jim narodil syn. Tento pravnuk papeže Alexandra VI. a vnuk Juana de Borja y Cattanei byl budoucí světec, člen Tovaryšstva Ježíšova František Borgia.